# Triumfetta goldmanii
Triumfetta goldmanii là một loài thực vật có hoa trong họ Cẩm quỳ. Loài này được Rose miêu tả khoa học đầu tiên năm 1909.